# Библиотека Атыфа Эфенди

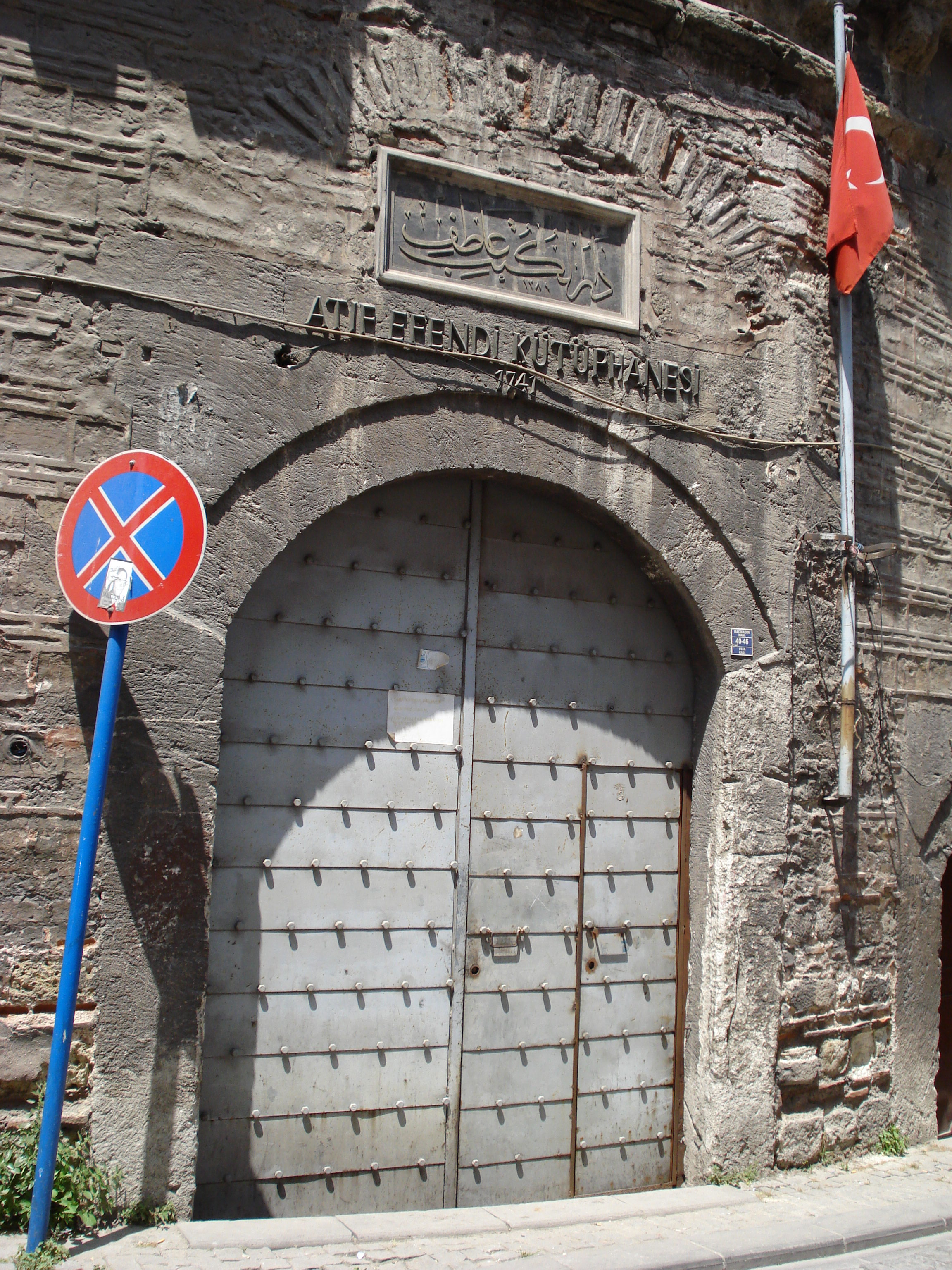
Внешняя дверь библиотеки Атыфа Эфенди

Библиотека Атыфа Эфенди — библиотека в Стамбуле, занимающая отдельное здание. Построена в 1741 году Атыфом Мустафой Эфенди на улице Вефа. Это вторая библиотека в Османском государстве, имеющая отдельное здание, первой была Библиотека Кёпрюлю, построенная Фазыл Ахмед-Пашой в 1678 году.
Библиотека включает 3000 старинных рукописей и 30 000 новых печатных произведений. Его самый важный фонд — это коллекция Мехмета Зеки Пакалына. Все рукописи библиотеки оцифрованы.
На мраморной надписи на входной двери библиотеки с двором и садом написано Darül Kutbi Atıf 1289. Войдя в здание, посетители проходят по длинному коридору из кирпича и тёсаного камня. Под ним находится византийское водохранилище. Читальный зал квадратный в плане, его окружает пять маленьких айванов.

## Примечание
1. 1 2  Atıf Efendi Yazma Eser Kütüphanesi Ana Sayfası. Yazma Eser Kütüphaneleri. Дата обращения: 6 Ekim 2012. Архивировано 1 Ocak 2014 года.
2. ↑  Atıf Efendi Kütüphanesi. İstanbul Büyükşehir Belediyesi Resmi Sitesi. Дата обращения: 6 Ekim 2012. Архивировано 23 Nisan 2015 года.